# Mario Meoni
Mario Andrés Meoni (Ascensión, 22 gennaio 1965 – Partido di San Andrés de Giles, 23 aprile 2021) è stato un politico argentino.

## Biografia
Dopo la fine della dittatura militare aderì all'Unione Civica Radicale diventando il segretario personale del deputato Leopoldo Moreau. Nel 1987 venne assunto all'interno del direttivo del Plan Alimentario Nacional, un progetto varato dal ministero dello sviluppo sociale durante il governo di Raúl Alfonsín.
Tra il 1991 ed il 1995 Meoni fu eletto consigliere nel partido di Junín, mentre tra il 1995 ed il 1999 divenne il segretario aggiunto dell'UCR presso la Camera dei deputati. Nel 1999 fu poi eletto nella camera dei deputati della provincia di Buenos Aires.
Dopo alcuni tentativi infruttuosi, il 14 settembre 2003 Meoni fu eletto sindaco di Junín con il 38,84% dei voti.
In occasione delle elezioni presidenziali del 2007 Meoni aderì alla fazione filo-kirchnerista della UCR, i cosiddetti Radicales K, che supportarono la candidata Cristina Fernández de Kirchner e si candidò come deputato per la provincia bonaerense nella coalizione Concertazione Plurale. Nel 2010, seguendo l'esempio di altri colleghi, tra cui il vicepresidente Julio Cobos, abbandonò la coalizione e chiese di poter rientrare nell'Unione Civica Radicale. Nel corso delle elezioni provinciali del 2011 si candidò per la terza volta imponendosi sul candidato del Fronte per la Vittoria. Nel 2013 Meoni entrò nel nuovo movimento Fronte Rinnovatore fondato da Sergio Massa. Il 14 dicembre 2016 è stato nominato nel direttorio della Banca della Provincia di Buenos Aires.
Durante le elezioni del 2019 perse la guida della città di Junín con un ampio margine. Il 6 dicembre dello stesso anno Meoni fu nominato ministro dei trasporti dal presidente eletto Alberto Fernández. Entrò in carica quattro giorni dopo. Durante il suo mandato ha sanzionato una serie di lavori di ampliamento del terminal partenze dell'Aeroparque Jorge Newbery e stanziato finanziamenti per congelare il prezzo dei trasporti nell'area della Grande Buenos Aires e nelle province argentine, l'aumento dei voli della compagnia di bandiera Aerolíneas Argentinas ed il potenziamento della tratta ferroviaria Buenos Aires-Mar del Plata.
La notte del 23 aprile 2021 Meoni rimase ucciso in un incidente stradale mentre percorreva con la sua automobile la strada nazionale 7 nei pressi della cittadina bonaerense di San Andrés de Giles.